# Anse-Bertrand
Anse-Bertrand, llamada en criollo Lansbétran, es una comuna francesa situada en el departamento de Guadalupe, de la región de Guadalupe. 
El gentilicio francés de sus habitantes es Ansois.

## Localización
La comuna está situada en el extremo norte de la isla guadalupana de Grande-Terre.

## Barrios y/o aldeas
Beaufond, Bellevue-Ruillère, Budan, Cadoue, Campéche, Coquenda, Desbonnes, Fond-Rose, Guéry, Haut-de-la-Montagne, La Berthaudière, La Chapelle, Les Portlands, Macaille, Mahaudière, Marie-Thérèse, Massioux, Pavillot, Pressec, Saint-Jacques, Sans-Fenêtre.

## Comunas limítrofes
| Noroeste: Mar Caribe | Norte: Mar Caribe | Noreste: Mar Caribe |
| Oeste: Mar Caribe    |                   | Este: Mar Caribe    |
| Suroeste Port-Louis  | Sur: Petit-Canal  | Sureste: Mar Caribe |

## Toponimia
Antiguamente se llamaba Anse de Saint-Bertrand.

## Ciudad hermanada
- Columbus, desde noviembre de 1994.